# Hanna Green
Hanna Green (* 10. Juni 1980 in Pinneberg) ist eine ehemalige deutsche Basketballspielerin.

## Laufbahn
Green begann ihre Basketballlaufbahn 1990 in der Jugend des SC Rist Wedel, wurde mit dem Verein viermal deutsche Jugendmeisterin und bestritt Länderspiele für die deutsche Juniorennationalmannschaft. 2000 stieg die 1,70 Meter große Aufbau- und Flügelspielerin mit Wedel in die 1. Damen-Basketball-Bundesliga auf. Zu den Bundesligaspielen mit Wedel kamen Europapokaleinsätze. Im März 2001 stand Green mit Wedel im deutschen Pokalendspiel, verlor dort aber gegen Wuppertal.
Anfang des Jahres 2002 wechselte sie innerhalb der Bundesliga zum BC Marburg. In der Saison 2002/03 studierte und spielte Green an der University of Utah in den Vereinigten Staaten und war 2003/04 dann wieder in Marburg aktiv.
In den Spielzeiten 2004/05, 2005/06 sowie 2006/07 lief Green erneut für Rist Wedel, mittlerweile in der 2. Bundesliga, auf.